# Campagna pubblicitaria
Per campagna pubblicitaria s'intende una serie coordinata di messaggi pubblicitari che, veicolati attraverso uno o più media, mirano a raggiungere un obiettivo prefissato.

## Descrizione
Una campagna pubblicitaria ottiene risultati migliori rispetto a un insieme scoordinato di annunci, in quanto tutti i messaggi comunicano una stessa idea, sono ben coordinati tra loro e mirano a uno stesso obiettivo. Essendo i messaggi fondati su una stessa idea di base, il ricordo del gruppo target  viene facilitato. I vari comunicati devono essere tra loro coordinati, ossia presentare elementi di somiglianza e di continuità.
La pianificazione e la realizzazione della campagna possono essere affidate a un'agenzia pubblicitaria oppure, nel caso di grandi imprese, a un reparto pubblicità, ossia marketing, in-house. Alla realizzazione di una campagna pubblicitaria collaborano anche una serie di fornitori esterni di servizi: dal tipografo al web designer allo studio di registrazione. La scelta del servizio dipende da quella del media.

## Classificazione
Una campagna pubblicitaria può essere realizzata a vari livelli:
- livello visivo: una tecnica molto usata è quella di usare uno stesso personaggio (testimonial) reale, di fantasia o a cartoni animati, che appare in tutti i messaggi pubblicitari.
- livello uditivo: un suono particolare, una canzone, un rumore, un ritornello ripetuti nei vari messaggi possono caratterizzare una campagna radiofonica o televisiva rendendola unica e facilmente riconoscibile da parte del pubblico.
- livello di slogan: uno slogan, o come si usa dire in pubblicità "claim", una parola o una breve frase, pronunciati o scritti nei comunicati, possono essere molto efficaci nell'unificare la campagna pubblicitaria.
- livello di stile e di atteggiamento: essi dovrebbero essere caratterizzati da uno stile e un atteggiamento comuni nei confronti del pubblico. Si può adottare uno stile sobrio per tutti i messaggi, o al contrario, puntare all'eccesso di tutte le espressioni visive e uditive.

## Strumenti
Per la creazione di una campagna ci si serve di diversi strumenti e mezzi di comunicazione di massa, come ad esempio:
- Annunci in giornali e riviste
- Spot radiofonici e televisivi
- Cataloghi o volantini di diverse dimensioni, anche a più pagine
- Pubblicità esterna (cartellonistica, cartelloni luminosi, colonne delle affissioni, wrap advertising)
- Pubbliche relazioni
- Cinema
- Eventi, promozioni pubblicitarie, manifestazioni, testimonial
- Articoli
- Internet (siti web, Banner)
- Email marketing
- Telemarketing
- SMS o e-mail

## Galleria d'immagini

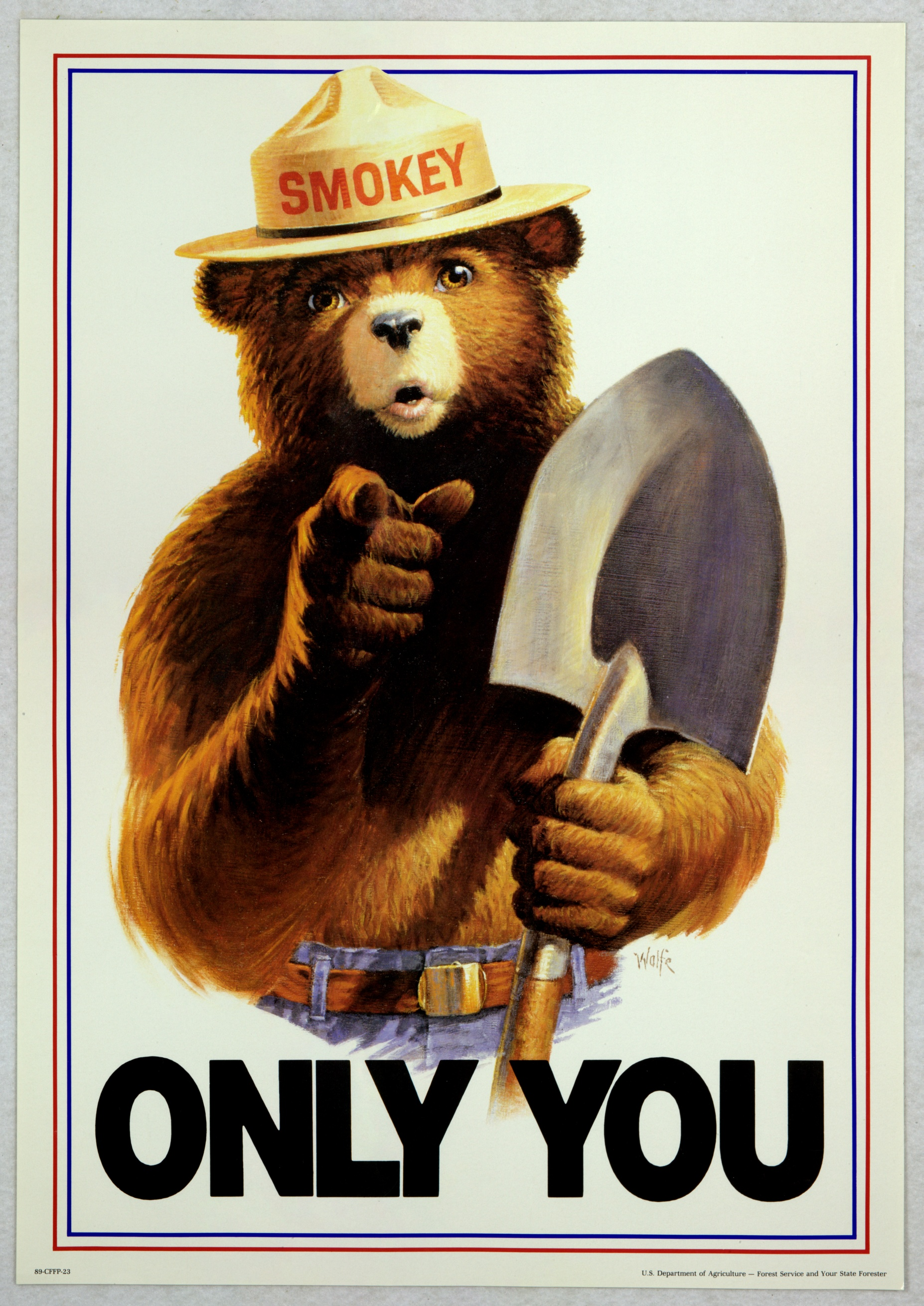
Smokey Bear è l'icona della lunga campagna del servizio forestale statunitense contro gli incendi boschivi.
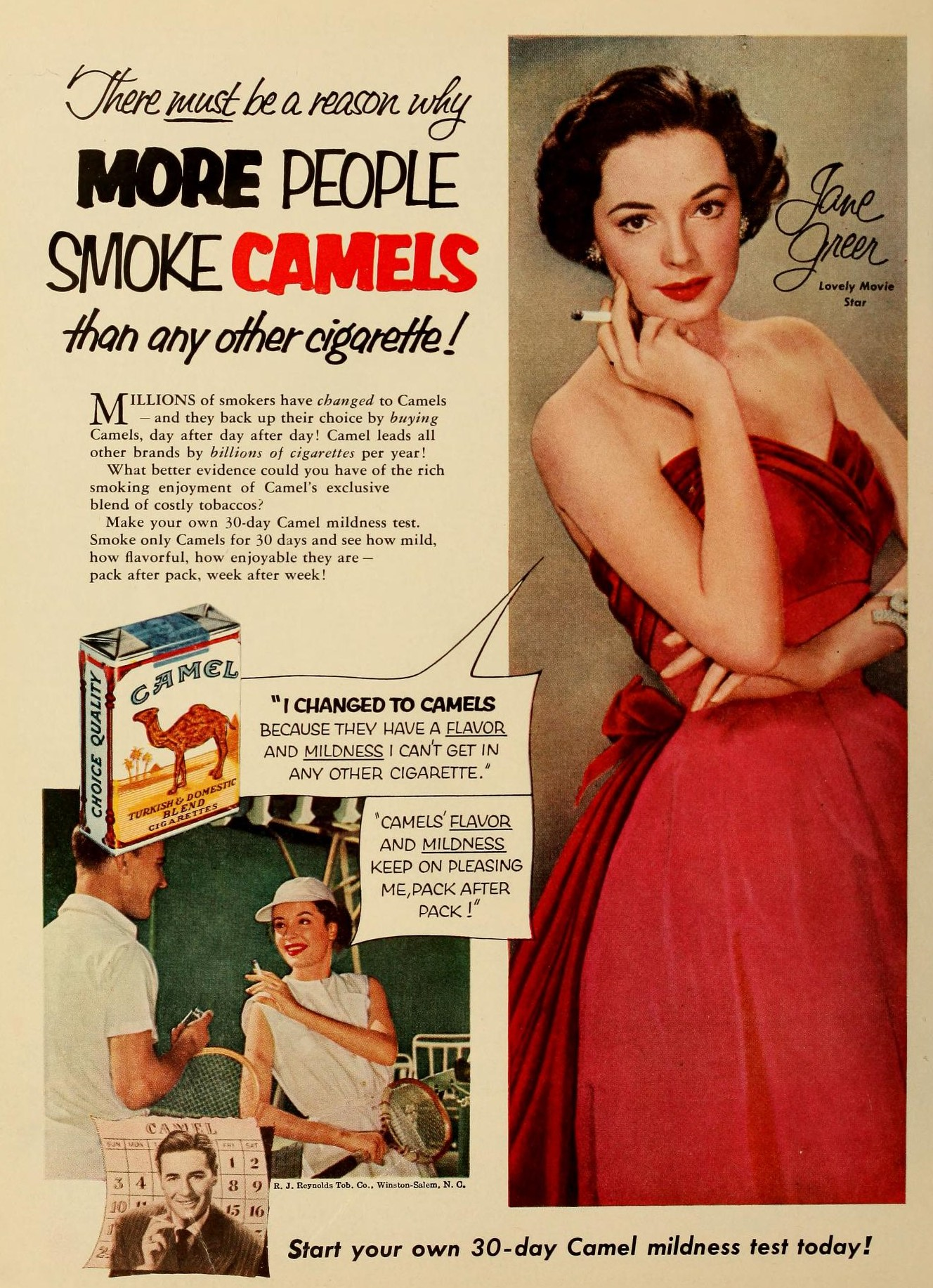
Ci sono esempi dell'industria del tabacco che prende di mira le donne
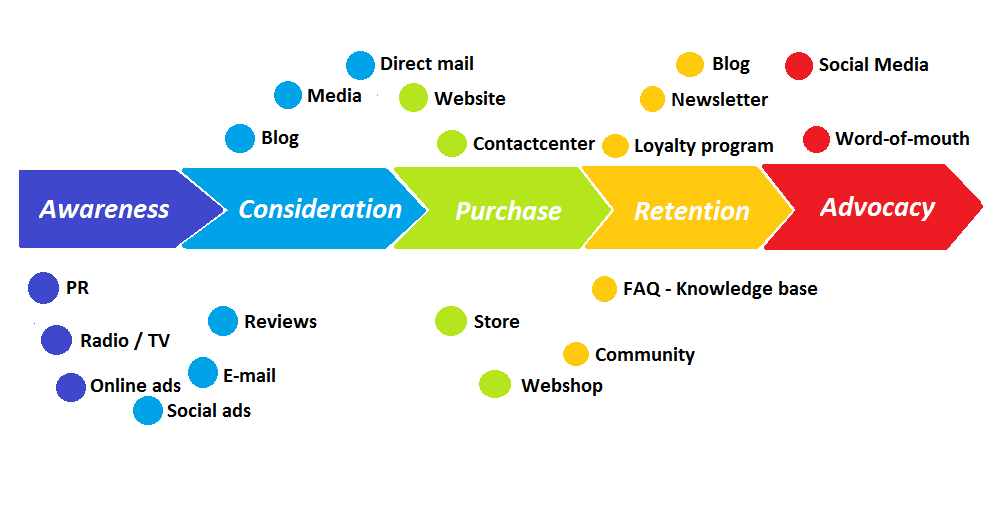
Fasi nel percorso del cliente in una campagna
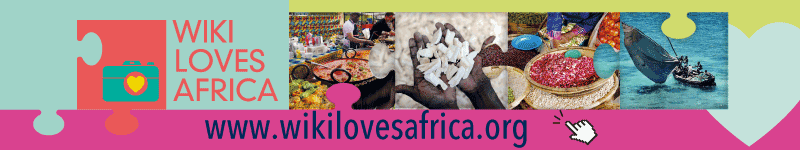
Banner pubblicitario
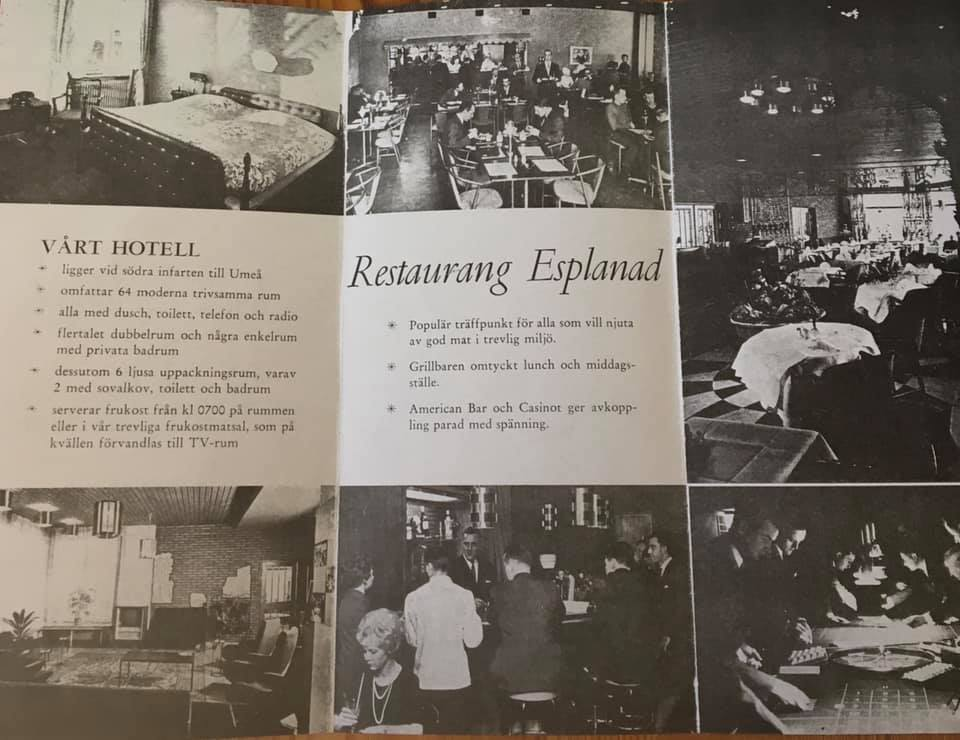
Esempio di brochure
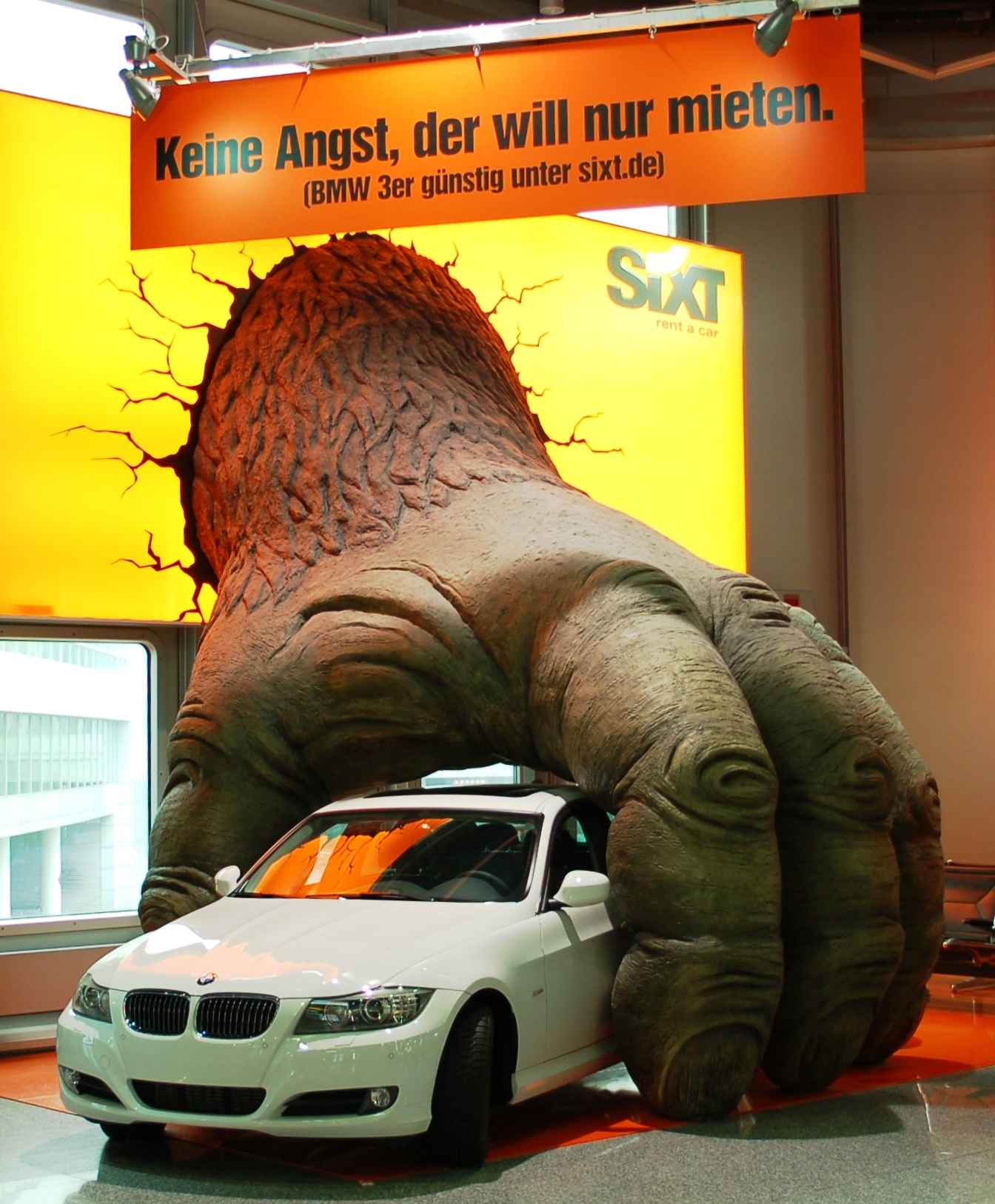
Campagna pubblicitaria attraverso il guerrilla marketing
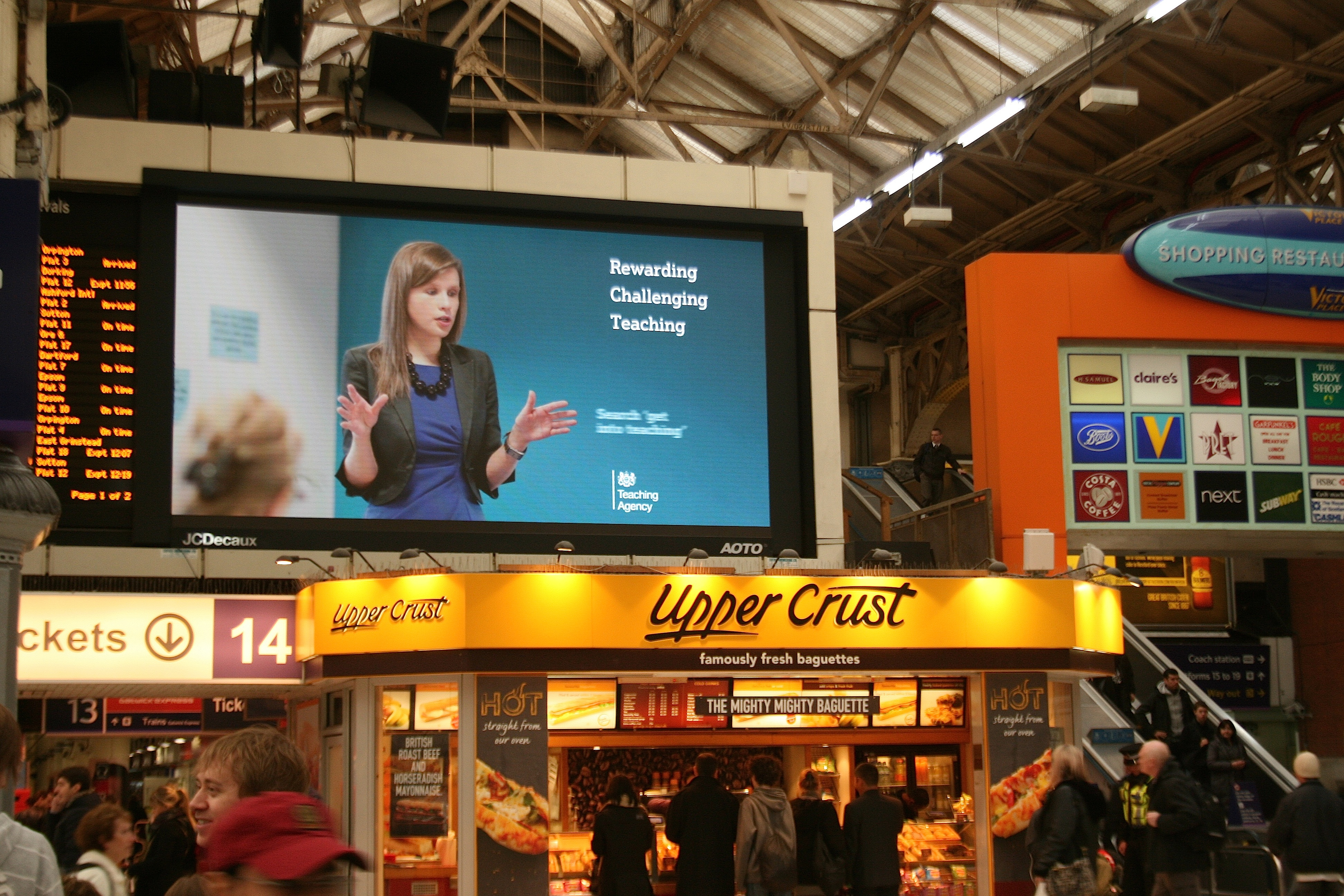
Campagna pubblicitaria su schermo